# Rjavi škarnik
Rjavi škarnik, tudi rdeči škarnjek ali rjavi škarjek (znanstveno ime Milvus milvus), je ujeda iz družine kraguljev.

## Opis
Rjavi škarnik je srednje velika ujeda, ki zraste do 61 cm in ima razpon peruti od 145 do 155 cm. Po zgornji strani je rjasto rjave barve, po spodnji svetleje rjasto rjav s temnejšimi progami, svetlo sivo temno progasto glavo in značilnimi svetlimi polji pred dlanskimi peresi. V letu ga najlažje spoznamo po dolgem, globoko razcepljenem, rjasto rdečem repu. Škarjasta oblika repa je vedno vidna, pa naj ptica počiva ali leti. Peruti so dolge in razmeroma ozke, v letu bolj ali manj upognjene, pri jadranju pa potisnjene naprej. Pogosto premika vsako zase, ko lovi zračni tok. Pri krmiljenju pogosto suče tudi rep. Leti z globokimi zamahi, tako, da se trup ziblje gor in dol.

## Razširjenost
Življenjsko okolje rjavega škarnika so listnati gozdovi, z odprtimi planjavami in bližina vode, razširjen pa je od Kanarskih otokov in Maroka proti vzhodu do Belorusije in Armenije.
Glavna hrana te ptice so majhni glodavci do velikosti hrčkov, mrtve ribe, redkeje pa ptice do velikosti kokoši in kuščarji. Pogosto krade plen drugim ujedam.
Gnezdi aprila in maja v gnezdih na drevesih, kjer ima eno leglo na leto.